# Engyum euchare
Engyum euchare là một loài bọ cánh cứng trong họ Cerambycidae.